# آرشي هان (ممثل)
آرشي هان (بالإنجليزية: Archie Hahn)‏ مواليد 1 نوفمبر 1941 في لوس أنجلوس، كاليفورنيا، الولايات المتحدة، هو ممثل أمريكي بدأ مسيرته الفنية سنة 1972.

## الأعمال
- فتيان الشروق
- أبناء الصمت
- الفضاء الداخلي
- بؤس
- ماتيني
- فضائي: القيامة
- دكتور دوليتل
- سمول سولجرز
- 28 يوما
- لوني تونز: باك إن أكشن
- خمن من
- فروج القلة
- جون تاكر يجب أن يموت
- الحظيرة

## روابط خارجية
- آرشي هان على موقع IMDb (الإنجليزية)
- آرشي هان على موقع ميوزك برينز (الإنجليزية)
- آرشي هان على موقع قاعدة بيانات الفيلم (الإنجليزية)